# Список фільмів «One Piece»
З моменту прем'єри аніме-адаптації манґи One Piece авторства Еїчіро Оди у 1999 році, студія Toei Animation випустила 15 повнометражних фільмів за мотивами франшизи. Чотири з цих фільмів спочатку демонструвалися як подвійні покази разом з іншими фільмами студії Toei, тому їх тривалість була меншою за повнометражну (від 30 до 56 хвилин). Перші три фільми були показані на Toei Anime Fair (яп. 東映アニメフェア, Toei Anime Fea), а одинадцятий був випущений як частина Jump Heroes Film. Як правило, фільми мають оригінальний сюжет, проте деякі з них є екранізацією сюжетних арок манґи. Під час релізу десятого, дванадцятого, тринадцятого та чотирнадцятого фільмів в ефір також виходили спеціальні сюжетні арки в серіалі, пов’язані з подіями фільмів.
Крім того, три з цих фільмів мали спеціальні фічуретки, в яких персонажі займалися різними справами, не пов'язаними із серіалом. Також є 13 телевізійних спецвипусків, що транслювалися на Fuji TV, та два короткометражні фільми, які були показані на Jump Super Anime Tour 1998 року та Jump Super Anime Tour 2008 року відповідно.

## Кінотеатральні фільми

### One Piece
One Piece (також відомий як One Piece: The Movie) — перший анімаційний фільм франшизи. Прем'єра в кінотеатрах Японії відбулася 4 березня 2000 року, а випуск на DVD — 21 січня 2001 року. Фільм був показаний у подвійному прокаті разом із Digimon Adventure: Our War Game!. Протягом першого тижня фільм посів друге місце в японському прокаті, третє місце протягом другого тижня та перше місце протягом четвертого та п'ятого тижнів.
Події цього фільму відбуваються після 18 епізоду оригінального серіалу. Команду, яка сильно розслабилася, у присутності Намі примудрилися обікрасти невідомі пірати. У спробі повернути чесно награбоване команда потрапляє на широко відомий у вузьких колах Золотий острів Унона.

### Clockwork Island Adventure
Clockwork Island Adventure — другий анімаційний фільм франшизи, і перший, у якому використано цифрове чорнило та фарбу. Прем'єра в Японії відбулася 3 березня 2001 року, а випуск на DVD — 21 жовтня 2001 року. Фільм був показаний у подвійному прокаті разом із фільмом Digimon Adventure 02: Diaboromon Strikes Back. Був також показаний разом із шестихвилинним короткометражним фільмом під назвою Jango's Dance Carnival.
Події фільму відбуваються після арки «Логтаун». Манкі Д. Луффі та його команда насолоджуються відпочинком на одному з безлюдних острівців. Розслабившись, пірати Солом'яного капелюха не встигають зупинити невідомих злодіїв, які у цей час викрали Гоїнг Меррі, на якій перебувала більша частина одягу та зброї команди. Випадкова зустріч зі злодіями, які ніяк нібито до цього інциденту не стосуються, призводить до того, що команда втрачає і Намі. Її теж вкрали, і тепер піратам Солом'яного капелюха необхідно попрямувати на Механічний острів — місце, де всім заправляє піратська зграя братів Трамп.

### Chopper's Kingdom on the Island of Strange Animals
Chopper's Kingdom on the Island of Strange Animals — третій повнометражний анімаційний фільм франшизи. Прем'єра в Японії відбулася 2 березня 2002 року, а випуск на DVD — 21 жовтня 2002 року. Фільм був показаний у подвійному прокаті з Digimon Tamers: Runaway Locomon. З першого тижня фільм провів шість тижнів у топ-10 японського прокату, посівши третє місце протягом перших двох тижнів, п'яте та четверте відповідно протягом третього та четвертого тижнів, і шосте місце протягом п'ятого та шостого тижнів. Фільм був показаний разом із шестихвилинним короткометражним фільмом під назвою Dream Soccer King!.
Цього разу гонитва за скарбами приводить нашого героя і його вірних товаришів на дивний острів, населений незвичайними істотами. За деякими чутками, на цьому острові знаходиться «величезний скарб». Дивне природне явище, схоже на підводне виверження, підкидає Гоїнг Меррі і перекидає через острів. Під час цього польоту Чоппера викидає з корабля. За збігом обставин у цей самий час на острові гине Король Звірів, і Чоппера, що впав з неба, приймають за нового Короля. Дії фільму відбуваються імовірно після подій 95-го епізоду оригінального серіалу, але в команді відсутня Віві.

### Dead End Adventure
Dead End Adventure — четвертий анімаційний фільм франшизи. Прем'єра в Японії відбулася 1 березня 2003 року, а випуск на DVD — 21 липня 2003 року. Фільм провів сім тижнів у топ-10 японського прокату, посівши друге місце в перший тиждень показу, потім п'яте протягом двох тижнів, шосте протягом ще двох тижнів, сьоме місце в шостий тиждень і десяте місце в сьомий тиждень показу.
У цьому фільмі Луффі та його команда братимуть участь у Тупиковій Регаті — перегонах, організованих колишніми піратами. Події відбуваються між арками «Алабаста» і «Скайпія».

### The Cursed Holy Sword
The Cursed Holy Sword — п'ятий анімаційний фільм франшизи. Прем'єра в Японії відбулася 6 березня 2004 року, а випуск на DVD — 21 липня 2004 року. Фільм провів п'ять тижнів у топ-10 японського прокату. Протягом першого тижня він посів третє місце, протягом другого тижня – четверте, а потім протягом трьох тижнів – п’яте місце. Фільм був показаний разом із п'ятихвилинним короткометражним фільмом під назвою Take Aim! The Pirate Baseball King.
Скарб «сімезірковий меч» — зовсім і не скарб, а проклятий меч, здатний раз на сто років, під час приходу червоного місяця занурити світ у хаос. Тільки обряд, проведений за допомогою чарівних куль, здатний запобігти цьому кошмару. Час настав, кулі вкрадені, але на острові команда Луффі та їм доведеться врятувати цей світ. Події у фільмі відбуваються між арками «Скайпія» і «Вотер 7».

### Baron Omatsuri and the Secret Island
Baron Omatsuri and the Secret Island — шостий анімаційний фільм франшизи. Прем'єра в Японії відбулася 5 березня 2005 року, а випуск на DVD — 21 липня 2005 року. Фільм провів шість тижнів у топ-10 японського прокату. Він посів третє місце протягом першого тижня, четверте місце протягом другого тижня, потім два тижні був на шостому місці, п'яте місце протягом п'ятого тижня та сьоме місце протягом шостого тижня.
Команда Луффі вирушає на острів розваг. Однак після прибуття з'ясовується, що спершу вони мають пройти «Випробування Пекла». Луффі кидається вперед, захоплюючи за собою і друзів. Але в результаті все виявляється ще більш заплутаним і небезпечним.
Анімація в цьому фільмі кардинально відрізняється від звичайного серіалу. Деякі з пізніших епізодів використовують стилі, схожі на ті, що можна побачити в цьому фільмі. Історія також значно відрізняється від зазвичай безтурботного і напруженого стилю написання, якого дотримується One Piece. Фільм дотримується більш похмурого наративу, через що і отримав змішані відгуки. Згодом здобув культове визнання серед фанатів.

### Giant Mecha Soldier of Karakuri Castle
Giant Mecha Soldier of Karakuri Castle — сьомий анімаційний фільм франшизи. Прем'єра в Японії відбулася 4 березня 2006 року, а випуск на DVD — 21 липня 2006 року. Фільм провів шість тижнів у топ-10 японського прокату. Він посів четверте місце протягом першого тижня, шосте місце протягом другого тижня та сьоме місце протягом третього тижня. На четвертому тижні фільм знову посів шосте місце, потім п'яте на п'ятому тижні та десяте на шостому тижні показів.
Дія фільму відбувається після подій 268-го епізоду оригінального серіалу. Команда Луффі випадково рятує дивну стару. За доставку додому та обіцяє їм легендарний скарб. І незважаючи на те, що команда сумнівалася в його існуванні, Луффі вирішує, що скарб є і вони його неодмінно добудуть.

### The Desert Princess and the Pirates: Adventures in Alabasta
The Desert Princess and the Pirates: Adventures in Alabasta — восьмий повнометражний анімаційний фільм франшизи. Прем'єра в Японії відбулася 3 березня 2007 року, а випуск на DVD — 21 липня 2007 року. Фільм чотири рази потрапляв до десятки найкращих японських касових зборів вихідного дня. Він посів друге місце протягом першого тижня, четверте – протягом другого тижня, та дев'яте – протягом третього та четвертого тижнів показу.
Переказ арки «Алабаста». За кадром залишено більшість подій і персонажів, безпосередньо не пов'язаних із розвитком сюжету, деякі деталі якого так само скорочено або змінено.

### Episode of Chopper Plus: Bloom in the Winter, Miracle Sakura
Episode of Chopper Plus: Bloom in the Winter, Miracle Sakura — дев'ятий анімаційний фільм франшизи. Прем'єра в Японії відбулася 1 березня 2008 року, а випуск на DVD — 21 липня 2008 року. Фільм провів п'ять тижнів у топ-10 японського прокату. Він посів третє місце протягом першого тижня показів, сьоме – протягом другого, восьме – протягом третього, десяте – протягом четвертого та дев'яте – протягом п'ятого тижня.
Переказ арки «Острів Драм». У ньому також є Френкі, Ніко Робін і Саузенд Санні, яких не було в оригінальній версії. У телевізійній версії фільму, яка вперше вийшла в ефір у квітні 2011 року в Японії, до початку фільму додано 15-хвилинний пролог. Новий розділ адаптує арку «Віскі Пік» у скороченому вигляді, щоб пояснити, як екіпаж зустрічає Віві. У телевізійній версії фільму 2014 року додано 2 нові сцени, що збільшує хронометраж на 4 хвилини. Фільм показано як сон Чопера, знятий після 2-річного таймскіпу.

### One Piece Film: Strong World
One Piece Film: Strong World — десятий анімаційний фільм франшизи. Його написав сам творець манґи Еїчіро Ода. Режисером став Мунехіса Сакай. Новина про фільм вперше з'явилася під час показу Episode of Chopper Plus, під час якого було оприлюднено тизер десятого фільму. Спочатку вихід фільму планувався навесні 2009 року, але ускладнення зі сценарієм відклали дату виходу. Зрештою, прем'єра фільму відбулася 12 грудня 2009 року.
Дія фільму розгортається між арками «Трилер Барк» і «Архіпелаґ Сабаоді». Золотий Лев Шікі потребує навігатора і тому заманює команду Солом'яного капелюха на свої літаючі острови, і забирає Намі до себе на корабель, перш ніж скинути корабель Луффі. Команді доведеться врятувати Намі.

### Straw Hat Chase
Straw Hat Chase — одинадцятий анімаційний фільм франшизи та перший, у якому також використовується комп'ютерна анімація. Режисером фільму був Хіроюкі Сато, його реліз відбувся в Японії 19 березня 2011 року, а на DVD та Blu-ray — 20 липня 2011 року. Він був подвійно анонсований разом із фільмом Торіко Toriko 3D: Kaimaku! Gourmet Adventure!. Він був випущений під назвою Jump Heroes Movies та зібрав у світовому прокаті 9 796 866 доларів.
Сюжет фільму оповідає про те, як у Луффі вкрали його солом'яний капелюх і про його пошуки.

### One Piece Film: Z
One Piece Film: Z — 12-й анімаційний фільм франшизи, який вийшов 15 грудня 2012 року. Як і у випадку з Strong World, його режисером є Еїчіро Ода. Крім того, це перший фільм One Piece, дія якого відбувається в Новому Світі, після дворічного таймскіпу. 
Зефір (відомий як Z), колишній адмірал морської піхоти та лідер Нео-морського флоту, викрадає у морських піхотинців схованку з «Дина Камінням», потужною вибухівкою, яка під впливом кисню вибухає з силою, достатньою для знищення островів. Використовуючи ці камені, він планує знищити 3 Кінцеві Точки (3 вулкани в Новому Світі, які з'єднуються з величезними джерелами лави) і затопити Новий Світ лавою. Луффі, його команда та інші несподівані союзники повинні знайти і зупинити Зефіра, щоб він не зміг завершити свій план.

### One Piece Film: Gold
One Piece Film: Gold — 13-й анімаційний фільм франшизи 23 липня 2016 року. Фільм вийшов після телевізійного спецвипуску від 16 липня 2016 року під назвою One Piece: Heart of Gold. У першому випуску журналу Weekly Shonen Jump за 2016 рік також повідомлялося, що Еїчіро Ода буде виконавчим продюсером аніме-фільму. У звіті також зазначається, що режисер аніме Хіроакі Міямото, який режисував 352-679 серії One Piece та був асистентом режисера фільму One Piece: Baron Omatsuri and the Secret Island, буде режисером One Piece Film: Gold. Сценарій до цього аніме-фільму написав Цутому Куроїва, сценарист ігрових фільмів «Чорний дворецький», «Гра брехунів: Фінальна стадія» та телесеріалу «Ідеальний інсайдер».
Події розгортаються на найбільшому у світі розважальному лайнері «Ґран Тесоро», очолюваному урядовим чиновником Гільдом Тесоро на прізвисько «Золотий імператор». Ґран Тесоро — не просто місце, де можна відпочити, адже це незалежна країна, визнана самим Світовим Урядом. Тесоро збирає всіх охочих швидко розбагатіти в одному місці, особливо піратів. Цей «острів», звісно ж, не залишає без уваги і команду Луффі.

### One Piece: Stampede
One Piece: Stampede — 14-й анімаційний фільм франшизи, який вийшов 9 серпня 2019 року. Режисером фільму був Такаші Оцука, а вперше про нього було оголошено після трансляції Episode of Skypiea. Фільм присвячений 20-річчю аніме.
Раз на кілька років відбувається «Піратськиц Фестиваль» — найбільша подія у світі, організована піратами і для піратів, де збираються і влаштовують дебош найвідоміші, найжахливіші, найпопулярніші піратські команди. Команда піратів Солом'яного капелюха також отримує запрошення.

### One Piece Film: Red
One Piece Film: Red — 15-й анімаційний фільм франшизи, який вийшов 6 серпня 2022 року. Вперше про це було анонсовано у випуску Weekly Shōnen Jump від 21 листопада 2021 року на честь виходу 1000-го епізоду аніме. Фільм зібрав понад 20,33 мільярда єн у Японії, що зробило його найкасовішим фільмом One Piece, найкасовішим фільмом Toei Animation, найкасовішим фільмом 2022 року в Японії, 4-м найкасовішим японським фільмом усіх часів у Японії та 6-м найкасовішим фільмом усіх часів у Японії. Фільм посідав перше місце в прокаті в Японії протягом одинадцяти тижнів поспіль, що є рекордом, досягнутим тільки трьома японськими фільмами в історії. Станом на 29 січня 2023 року фільм зібрав понад 246,5 мільйона доларів США в усьому світі, ставши сьомим найкасовішим японським фільмом усіх часів.
Пірати Солом'яного капелюха вирушають на острів Елегія, щоб відвідати концерт Ути, всесвітньо відомої співачки. Після того, як Ута виконує свою першу пісню («New Genesis»), Луффі виходить на сцену, щоб зустрітися з нею, і з'ясовується, що вони вже знайомі, бо Ута — прийомна дочка «Рудоволосого» Шанкса.
У цьому фільмі також бере участь японська поп-співачка Адо, яка виконує різні оригінальні та співавторські пісні, які очолили чарти по всій Японії.